# Tropical Nights
Tropical Nights é o oitavo álbum de estúdio da cantora e atriz estadunidense Liza Minnelli, lançado pela Columbia Records, em 1977. O lançamento ocorreu após o sucesso com as trilhas sonoras de Liza with a Z e Cabaret, sendo esse seu primeiro álbum de estúdio desde The Singer, de 1973. Na época em que foi lançado, a música disco era o estilo musical mais executado nas rádios. Nesse contexto, escolheu-se que o estilo seria adotado pela cantora, que já era conhecida por inúmeras mudanças em seu repertório.
Devido à sua participação prévia no filme musical New York, New York e na peça teatral da Broadway The Act, a oportunidade de promover Tropical Nights foi comprometida. A recepção da crítica especializada foi favorável, muitos elogiaram a performance e vocais da cantora, ao passo que outros acharam o repertório confuso e sem identidade. Comercialmente, apareceu por quatro semanas na lista de 200 álbuns mais vendidos da revista Record World.

## Produção e composição
A produção foi feita por Rik Pekkonen e Steve March para a Waylentsote Productions. Foi mixado e engenheirado por Rik Pekkonen, com os arranjos a cargo de Jim Grady. As gravações ocorreram em três noites no Teatro Le Palace, em Paris. Bernie Grundman realizou a masterização do álbum nos estúdios A & M. O design do álbum ficou a cargo de Nancy Donald, e a fotografia foi realizada por Reid Miles (que recebeu $65,000 por seu trabalho).
A composição que dá título ao álbum foi elaborada por Mark Winkler e marca sua estreia como compositor gravado. Winkler desempenhava o cargo de garçom em Beverly Hills, quando o cantor-compositor Steve March Torme o abordou com a possibilidade de contribuir com uma canção para Liza Minnelli. Posteriormente, Winkler apresentou uma versão demo da composição. Torme, por sua vez, avaliou que "Tropical Nights", revestida de um estilo musical de caráter teatral, seria apropriada para Minnelli. O compositor experimentou um período de silêncio até que, em um determinado momento, soube que a cantora estava no processo de gravação da canção acompanhada por uma orquestra de 30 músicos em Hollywood. A revelação ocorreu concomitantemente à divulgação de que a faixa seria selecionada como título para seu novo álbum. Além disso, constatou-se que a estrutura musical original, com duração de três minutos, havia sido expandida para uma peça disco de seis minutos e meio, incorporando elementos como uma tempestade de chuva, uma fila de conga e a melodia de "Bali Hai" abrindo a composição. A música apareceu entre as mais executadas na lista de músicas no estilo disco da revista Record World, em 1 de outubro de 1977.

## Lançamento e divulgação
Em 15 de outubro de 1977, a revista Billboard anunciou o lançamento do álbum na seção New LP/Tapes Releases. No ano de 1977, Minnelli já havia aparecido no filme musical New York, New York e no musical da Broadway The Act, dessa forma, a divulgação de Tropical Nights ficou impossibilitada.
Em 2002, vinte e cinco anos após o seu lançamento, a gravadora independente DRG Records lançou Tropical Nights em uma versão remasterizada. Em 2017, a Cherry Red Records lançou uma versão expandida que inclui cinco faixas bônus, a saber: "More Than I Like You" e seu lado B "Harbour" (duas faixas de um single, não incluído em álbum, de 1974) e três versões em diferentes idiomas do último single de Minnelli para a Columbia, "The Day After That", de 1993. Essa última canção mencionada, fazia parte do musical Kiss Of A Spider Woman, do qual Minnelli fez parte. A cantora utilizou a gravação como um chamado para lutar por uma cura para a AIDS.

## Recepção crítica
| Críticas profissionais | Críticas profissionais |
| Avaliações da crítica  | Avaliações da crítica  |
| Fonte                  | Avaliação              |
| ---------------------- | ---------------------- |
| AllMusic               | [ 2 ]                  |
| Cashbox                | Favorável              |
| HiFi-Stereo Review     | Favorável              |
| Walrus!                | Mista                  |

As resenhas dos críticos especializados em música foram, em maioria, favoráveis. 
Ron Fell, do jornal The Gavin Report, elegeu as faixas "Come Home Babe", "Easy", "I'm Your Best Friend" e "Tropical Nights" como os melhores momentos do disco.
William Ruhlmann, do site AllMusic, avaliou com duas estrelas de cinco e considerou o álbum "confuso". Segundo ele, apenas nas últimas faixas "o ritmo diminui, as cordas crescem e a cantora se destaca".
O crítico da revista Cashbox escreveu que Minnelli respalda "seus socos líricos exuberantes com uma banda poderosa e arranjos musicais que completam uma combinação vitoriosa".
Peter Reilly, da revista HiFi-Stereo Review, considerou a performance da cantora notável, e a gravação muito boa. Destacou como melhores momentos do álbum as canções:  "I Love Every Little Thing About You", "Come Home Babe", "Take Me Through / I Could Come To Love You" e "A Beautiful Thing".
O crítico do jornal Walrus! escreveu que o álbum é agradável e tem "ritmos quentes de estúdio - direcionados ao rock B - [que] sustentam o conceito [de "tropical"]". Como ponto negativo, apontou o fato de não parecer um álbum de Liza Minnelli, e que "poderia ter sido feito com qualquer pessoa".

## Desempenho comercial
Estreou na posição de número 156, na lista de 200 álbuns mais vendidos da revista Record World, sendo esse seu pico na parada. Permaneceu por mais três semanas na lista, tendo sua última aparição em 1 de outubro do mesmo ano, na posição de número 173. Na parada de música disco da Billboard, intitulada Billboard's Disco Action, referente ao estado da Filadélfia, apareceu na posição de número 13.

## Lista de faixas
- Créditos adaptados do LP Tropical Nights', de 1977.[4]
| N.º            | Título                                       | Compositor(es)                                       | Duração |  |
| 1.             | "Jimi Jimi"                                  | Jim Grady                                            | 4:00    |  |
| 2.             | "When It Comes Down To It"                   | Minnie Riperton, Richard Rudolph                     | 3:35    |  |
| 3.             | "I Love Every Little Thing About You"        | Stevie Wonder                                        | 3:11    |  |
| 4.             | "Easy"                                       | Jim Grady                                            | 3:42    |  |
| 5.             | "I'm Your New Best Friend"                   | Jim Grady; Dave Miller                               | 3:04    |  |
| 6.             | "Medley: Tropical Nights / Bali Ha'i"        | Mark Winkler, Richard Rodgers & Oscar Hammerstein II | 6:14    |  |
| 7.             | "Take Me Through / I Could Come To Love You" | Jim Grady                                            | 4:30    |  |
| 8.             | "Come Home Babe"                             | Jim Grady                                            | 3:24    |  |
| 9.             | "A Beautiful Thing"                          | Jim Grady                                            | 3:24    |  |
| Duração total: | Duração total:                               | Duração total:                                       | 35:18   |  |

## Tabelas

### Tabelas semanais
| Tabela musical (1977)         | Melhor posição |
| ----------------------------- | -------------- |
| Estados Unidos (Record World) | 156            |